# Joséphine Dubray
Pour les articles homonymes, voir Dubray.
Joséphine Dubray (Paris, 31 janvier 1818 - Vienne (Autriche-Hongrie), 9 février 1903) est une photographe française.

## Biographie

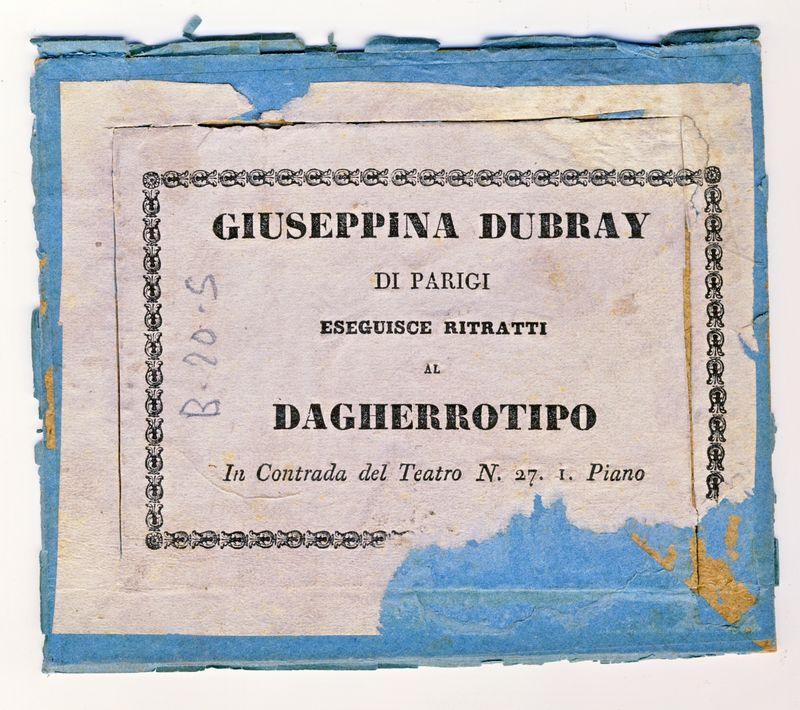
Boite à daguerréotypes au nom de Dubray, avec une adresse à Milan (Fonds bibliothèque comunale Mozzi Borgetti, Macerata).

Joséphine Dubray, élève de Louis Daguerre, fait partie de ces photographes voyageurs qui ont diffusé la photographie en Italie. Elle arrive à Gênes, son voyage se poursuivant à travers l'Émilie et touchant également Florence.
Fille de Jean Pierre Dubray et de Marie Joséphine Louise Fourcade, elle appartient à une famille d'artistes.
Joséphine Dubray est la sœur de l'artiste Vital Gabriel Dubray. Elle épouse tardivement l'artiste-peintre italien Antoine Pio (1809-1871) à Paris le 23 août 1865, de qui elle avait eu un fils né à Milan en 1847. Antoine Pio meurt le 30 décembre 1871 à Paris. 
Alberto se marie à Gênes le 27 février 1886 avec Maria Pescio ; on apprend à cette occasion que sa mère Joséphine est domiciliée à Vienne lors de ce mariage. Alberto, qui est architecte de profession, meurt à Gênes le 17 décembre 1911 à 64 ans.
Joséphine meurt en son domicile à  Vienne, au 42, Favoritenstrasse, le 9 février 1903, à l'âge de 85 ans. Elle est inhumée le 11 février suivant au cimetière central de Vienne.
Toute son œuvre semble avoir été perdue.